# Crambus nephretete
Crambus nephretete là một loài bướm đêm trong họ Crambidae.